# گرشام شوئلم
گِرشُم شوئلم (به عبری: גרשם שלום) (به آلمانی: Gershom Scholem) با نام اصلی Moses Ben Shem Tov (متولد ۵ دسامبر ۱۸۹۷ در برلین - وفات ۲۱ فوریه ۱۹۸۲ در اورشلیم) فیلسوف و استاد عرفان کلیمی و پایه‌گذار نوین مطالعات کابالا بود. وی اولین استاد عرفان کلیمی در دانشگاه عبری اورشلیم بود. نام ِ اصلی ِ وِی گِرهارد شولم (در آلمانی: Gerhard Scholem) بود که پس از مهاجراتش به اسرائیل آن را به گرشُم تغییر داد.
وی نویسنده Sefer ha-Zohar ('کتاب شکوه')، مهمترین اثر عرفان یهود; برای چندین قرن، نفوذ آن در میان یهودیان با نفوذ عهد عتیق و تلمود، خلاصه خاخام‌های قانون، افسانه، و تفسیر رقابت می‌کرد.
گرشُم شوئلم جایزه اسرائیل را در سال ۱۹۵۸ برای خدماتش به «تاریخ یهود» دریافت نمود. وی در سال ۱۹۵۸ به ریاست فرهنگستان علوم اسرائیل انتخاب شد.
شوئلم برای تحقیقات و نطق‌های گردآوری شده‌اش تحت نامهای «تمایلات عمده در عرفات کلیمی» (۱۹۴۱) و «صاباتای زیوی، موعود مرموز» (۱۹۷۳) به شهرت جهانی رسید. مجموعه گردآوری شده از سخنرانی‌ها و دست نوشته‌های وی تحت عنوان «درباره کابالا و نمادهایش» که در سال (۱۹۶۵) منتشر شد، جانی تازه به مکتب قباله داد. کتاب وی باعث معرفی جهانی و ترویج مکتب قبّاله به غیر یهودیان شد.
گِرشُم شوئلم از دوستان نزدیک والتر بنیامین و لئو اشتراوس بود.
تابلوی فرشته نو، اثر مشهور پُل کِلِه که در مالکیت والتر بنیامین و در امانت تئودور آدورنو بود، پس از پایان جنگ جهانی دوم به گرشام شوئلم رسید. در سال ۱۹۸۷ همسرش، آن را برای همیشه به موزه اسرائیل اهدا کرد.

## زندگی نامه

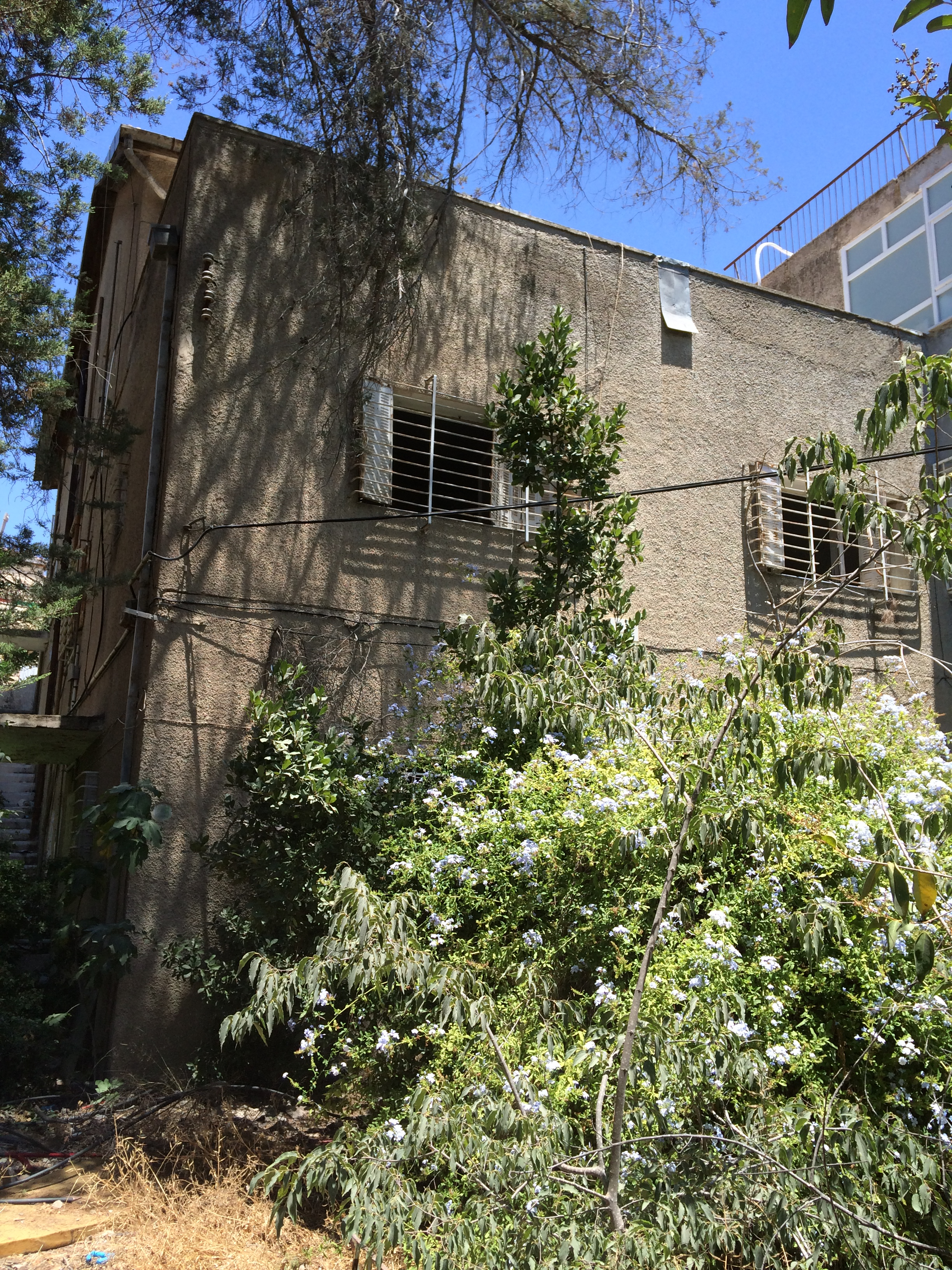
خانه گرشوم شولم

جزئیات زندگی موسی دو لئون، مانند بسیاری از عرفای یهودی، مبهم است. تا سال 1290 در گوادالاخارا (مرکز طرفداران اسپانیایی کابالا) زندگی می کرد. سپس سفرهای زیادی کرد و سرانجام در آویلا ساکن شد. در سفری به وایادولید، با یک کابالیست فلسطینی، اسحاق بن ساموئل از عکا، ملاقات کرد. به او (همانطور که در دفتر خاطرات اسحاق ثبت شده است)، موسی به او اعتماد کرد که نسخه خطی صد ساله و اصلی زوهر را در اختیار دارد، نسخه هایی از آن که او از دهه 1280 در دست انتشار بود. او قول داد آن را به اسحاق در خانه اش در آویلا نشان دهد. از آنجا که تألیف زوهر به معلم خاخام فلسطینی سده دوم سیمئون بن یوحای (یک معجزه‌گر مشهور) نسبت داده می‌شود، نسخه خطی اصلی از علاقه و ارزش بی‌نظیری برخوردار بود. متأسفانه موسی قبل از اینکه بتواند به وعده خود عمل کند درگذشت و اسحاق متعاقباً شایعاتی شنید که همسر موسی وجود این نسخه خطی را انکار کرده است و بیشتر ادعا می کند که موسی خود نویسنده زوهر است.
زوهر که بیشتر به زبان آرامی عجیب، مصنوعی و ادبی نوشته شده است، در درجه اول مجموعه ای از تفسیرهای عرفانی بر پنج کتاب موسی است، به شیوه ای بسیار شبیه میدراشیم سنتی، یا موعظه های مبتنی بر کتاب مقدس. در پس زمینه یک فلسطین خیالی، سیمئون بن یوحای و شاگردانش مجموعه ای از گفتگوها را ادامه می دهند. در آنها آشکار می شود که خداوند خود را در یک سلسله 10 نزول نزولی یا سفیروت (مثلاً 'عشق' به خدا، 'زیبایی' خدا و 'ملکوت' خدا) نشان داد. علاوه بر تأثیر نوافلاطونی، زوهر همچنین شواهدی از تأثیر جوزف گیکاتیلا، یک کابالیست اسپانیایی قرون وسطایی را نشان می‌دهد که گمان می‌رود دوست موسی دو لئون بوده است. اثر Gikatilla Ginnat egoz ('باغ آجیل') برخی از اصطلاحات کلیدی Zohar را ارائه می دهد.
گرشوم شولم، یکی از دانشمندان بزرگ عرفان یهودی در قرن بیستم، این تأثیرات را، اگرچه به طرز حیله‌ای پنهان کرده بود، تشخیص داد و او متقاعد شد که زوهر اثری قرون وسطایی است. او همچنین توانست نشان دهد که آرامی که زوهر در آن نوشته شده است، هم در لغت و هم در اصطلاح، اثر نویسنده‌ای است که زبان مادری او عبری بوده است. در نهایت، شولم با مقایسه زوهر با آثار عبری موسی دو لئون، لئون را نویسنده زوهر معرفی کرد. شولم این نظریه را مطرح کرد که زوهار تلاش لئون برای مبارزه با افزایش عقل گرایی در میان یهودیان اسپانیا و سستی ناشی از آن در اعمال مذهبی بود. به گفته شولم، موسی د لئون با زوهر تلاش کرد تا اقتدار دین سنتی (کابالا خود به معنای «سنت») را با ارائه همزمان آموزه‌ها و آیین‌های آن با تفسیری تازه و قانع‌کننده و نسبت دادن این تفسیر مجدد به یک مرجع قدیمی و اسطوره‌ای مورد احترام، دوباره تأیید کند. . با این حال، بسیاری از محققان سنتی هنوز معتقدند که سیمئون بن یوحایی زوهر را نوشته است.